# Stamina Daddy
Stamina Daddy è l'album d'esordio dell'artista reggae giamaicano Buju Banton. Fu pubblicato in Giamaica il 16 ottobre 1992. Venne poi ripubblicato il 18 agosto 1998 col nome di Quick.

## Tracce
1. "Stamina Daddy" - 3:41 (Mark Myrie/Winston Riley)
2. "Louw Di Buddy" - 3:45 (Myrie)
3. "Mumma Long & Tongue" - 3:23 (Myrie)
4. "Quick" - 3:27 (Myrie/Riley)
5. "Bring You Body Come" - 3:43 (Myrie/Riley)
6. "Gold Spoon" - 3:48 (Myrie/Riley)
7. "Gun Unnu Want" - 3:42 (Myrie)
8. "General" - 3:45 (Myrie)
9. "Glamatize" - 3:44 (Myrie)
10. "Mampy Size" - 3:35 (Myrie)